# Don't (canção de Ed Sheeran)
"Don't" é uma canção do artista musical Britânico Ed Sheeran, contida em seu segundo álbum de estúdio X (2014).Ele foi inicialmente planejado como primeiro single do álbum , mas foi preferido "Sing".Foi lançado para o iTunes em 13 de junho 2014, como o segundo single promocional de x .Foi lançado de forma independente em 24 de agosto 2014, como o segundo single do álbum."Don't" chegou ao número 8 no UK Singles Chart. Em nos EUA, tornou-se primeiro top 10 single do Sheeran. Ele também fez o top 10 em outros oito países.Ele já vendeu mais de 1 milhão de cópias em os EUA a partir de novembro de 2014.

## Antecedentes
"Don't" é uma canção sobre uma namorada que traiu Sheeran com um amigo próximo. Tendo jogado a música para Taylor Swift, ele disse, "ela era como, 'Aconteça o que acontecer, sempre, entre nós,amigos, eu nunca mais quero te chatear.A música começou off" como um riff em seu telefone,e foi o primeiro gravado com Benny Blanco, em seguida, novamente com Rick Rubin com os dois produtores se unindo para produzir o corte final.A música quase não foi para o álbum, como Sheeran senti que era "um pouco pessoal", mas foi convencido por aqueles que haviam ouvido a demo.
"Don't" foi planejado para ser lançado como o primeiro single do álbum, até março de 2014, quando a "Sing" foi escolhido.Sheeran estreou um trecho da música em um comercial para Beats by Dr em maio de 2014.Em 13 de junho de 2014 "Don't", foi disponibilizado aos clientes que pré-encomendado x como o segundo single promocional e foi lançado na página do Youtube com  um jogo e um remix de Rick Ross

## Clipe
O vídeo da música foi lançado no YouTube no dia 4 de Agosto de 2014.O vídeo foi dirigido por Emil Nava e segue uma dança(Phillip Chbeeb de IAMME)indo da pobreza à riqueza.Sheeran faz uma breve drive-by aparição.4Music chamou-lhe de um "relógio convincente".

Posições
| Tabela musical (2014)                                  | Melhor posição |
| ------------------------------------------------------ | -------------- |
| Austrália (ARIA Charts)                                | 4              |
| Áustria (Ö3 Austria Top 40)                            | 30             |
| Bélgica (Ultratop 50 de Flandres)                      | 43             |
| Canadá (Canadian Hot 100)                              | 7              |
| Dinamarca (Hitlisten)                                  | 8              |
| Estados Unidos (Billboard Hot 100)                     | 9              |
| Estados Unidos (Pop Songs)                             | 2              |
| Estados Unidos (Adult Pop Songs)                       | 3              |
| Estados Unidos (Hot Adult Contemporary Tracks)         | 26             |
| Escócia (The Official Charts Company)                  | 15             |
| Espanha (Productores de Música de España)              | 46             |
| Eslováquia (IFPI Slovenská Republika)                  | 13             |
| França (Syndicat National de l'Édition Phonographique) | 41             |
| Finlândia (IFPI Finlândia)                             | 17             |
| Irlanda (Irish Recorded Music Association)             | 11             |
| Israel (Media Forest)                                  | 2              |
| Nova Zelândia (NZ Top 40 Singles)                      | 6              |
| Reino Unido (UK Singles Charts)                        | 8              |
| Chéquia (IFPI Česká Republika)                         | 10             |
| Polónia (Związek Producentów Audio Video)              | 15             |
| Suécia (Sverigetopplistan)                             | 22             |
| Suíça (Schweizer Hitparade)                            | 7              |

### Certificações
| País                  | Certificação |
| --------------------- | ------------ |
| Estados Unidos (RIAA) | Platina      |
| Austrália (ARIA)      | 2× Platina   |
| Canadá (Music Canada) | Ouro         |
| Itália (FIMI)         | 2× Platina   |
| Nova Zelândia (RIANZ) | 1× Platina   |
| Suécia (IFPI Schweiz) | 1× Platina   |
| Reino Unido (BPI)     | ouro         |